# Polonina Krásná
Polonina Krásná nebo Červená polonina (rusínsky a ukrajinsky Полонина Красна, Polonyna Krasna nebo хребет Красна, chrebet Krasna), je asi 35 km dlouhý hřeben porostlý pásem poloniny, který se táhne mezi řekami Terebla a Teresva v Zakarpatské oblasti na Ukrajině.
Na severu je ohraničena Siněvirskou poloninou a výběžky pohoří Horhany, na východě poloninou Svidovec a na západě poloninou Boržava, či jejím podcelkem Palenij Gruň - Bovcarskij Vierch. Od pohoří Horhany na severu je oddělena sedlem Pryslip.
Nejvyšším vrcholem hřebene je Syhlanskyj (1563 m n. m.), dalšími pak jsou např. Klymova (1492 m n. m.), Hropa (1494 m n. m.), Topas (1548 m n. m.), Mančul (1501 m n. m.) a další.
Krásná polonina leží ve Vnějších Východních Karpatech v oblasti Poloniny. Její rozloha činí asi 570 km². Je velice vyhledávána obzvlášť českými a slovenskými turisty, a to především pro její nenáročnost.
Největšími obcemi v oblasti jsou Koločava na severozápadě, Usť-Čorna na východě, Ruská Mokrá, Dubove a Čumalevo.